# Villalán de Campos
Villalán de Campos es una población española de la provincia de Valladolid en la comunidad de Castilla y León.

## Geografía
Enclavado en pleno corazón de la comarca de Tierra de Campos, su paisaje mezcla la llanura cerealista con algunas pequeñas lomas y suaves pendientes debidas a su cercanía a la vega del río Valderaduey.
El término municipal linda al NE con Villavicencio de los Caballeros, al E con Ceinos de Campos, al S con Aguilar de Campos y al NO con Bolaños de Campos.
Forma parte de su término municipal el caserío de Pajares de Campos.
El municipio es atravesado por el río Navajos, también conocido como arroyo Bustillo o Ahogaborricos, afluente del Valderaduey.

## Historia
Las primeras referencias escritas en las que consta el nombre de Villalán (Villa Egilani) datan del s.XI. Se trata fundamentalmente de escrituras de donación o permuta de bienes entre individuos y los monjes del monasterio de Santo Facundo (Sahagún).
El topónimo "Villalán" ha sido considerado por autores como Menéndez Pidal como el indicio de la persistencia cultural de los pueblos germánicos invasores (Alanos) tras la dominación Romana.
Sin embargo, actualmente tiene más peso considerarlo como una formación compuesta de Villa + nombre de posesor del terreno, que es la estructura más común en las localidades de la zona de Tierra de Campos.
Así "Villa Egilani" sería la "Villa de Egila" lo cual, guarda sentido con el hecho de que existiera un "presor" o poblador de esa zona en el siglo X llamado Egila, documentado en las transferencias de terrenos de una población desaparecida llamada Villa Bera, próximo al actual Aguilar de Campos.

## Geografía humana

### Demografía
Cuenta con una población de 32 habitantes (INE 2024).
| Gráfica de evolución demográfica de Villalán de Campos entre 1842 y 2021 |
| |
| Población de derecho según los censos de población del INE Población de hecho según los censos de población del INEEntre el censo de 1857 y el anterior, crece el término del municipio porque incorpora a 475014 (Pajares) |

| 54                        | 58 | 58 | 55 | 57 | 55 | 53 | 52 | 53 | 51 | 47 | 38 |
| (Fuente: INE [Consultar]) |    |    |    |    |    |    |    |    |    |    |    |

NOTA: La cifra de 1996 está referida a 1 de mayo y el resto a 1 de enero.

### Economía
Su economía reside básicamente en la agricultura cerealista y la ganadería ovina. Es por tanto el sector primario el que ocupa mayor peso.

## Administración y política
| Periodo   | Nombre                 | Partido       |
| --------- | ---------------------- | ------------- |
| 1979-1983 | Ceferino Aníbarro      | PSOE          |
| 1983-1987 | Ceferino Anibarro      | PSOE          |
| 1987-1991 | Ceferino Aníbarro      | PSOE          |
| 1991-1995 | Ceferino Anibarro      | PSOE          |
| 1995-1999 | Ceferino Anibarro      | PSOE          |
| 1999-2003 | Inmaculada Esteban     | PP            |
| 2003-2007 | José Félix Anibarro    | PSOE          |
| 2007-2011 | Ignacio Sánchez Franco | Independiente |
| 2011-2015 | Ignacio Sánchez Franco | Independiente |
| 2015-2019 | Ignacio Sánchez Franco | Independiente |
| 2019-2023 | Ignacio Sánchez Franco | PP            |

## Monumentos y lugares de interés
- Iglesia parroquial de Santa Cecilia:La antigua iglesia parroquial era un edificio de ladrillo de una sola nave cubierto con una buena armadura que se acabó de construir en el siglo XVI, pero  que se desmontó por su mal estado en la década de 1980. Hoy sólo se conservan la torre y tres arcos correspondientes a la entrada al campanario, a la cúpula y a la entrada al portal. La torre dispone de cinco cuerpos presentando los dos superiores una organización mudéjar con arcos de medio punto. Ha sido restaurada recientemente y rehabilitada como casa rural.[7]
- Nueva iglesia parroquial conservada con La Pila Bautismal del siglo XVI y una escultura en madera de Santa Cecilia de 88 centímetros, de estilo Rococó y autor desconocido. Resalta el estofado en la túnica y el manto con dorados y diversos colores.
- Fuente en memoria de Don Eugenio Merino Movilla, calle Arenal.
- Mural en braille iluminado a su paso con tecnología led, obra de Ampparito en calle Cantarranas.[8]

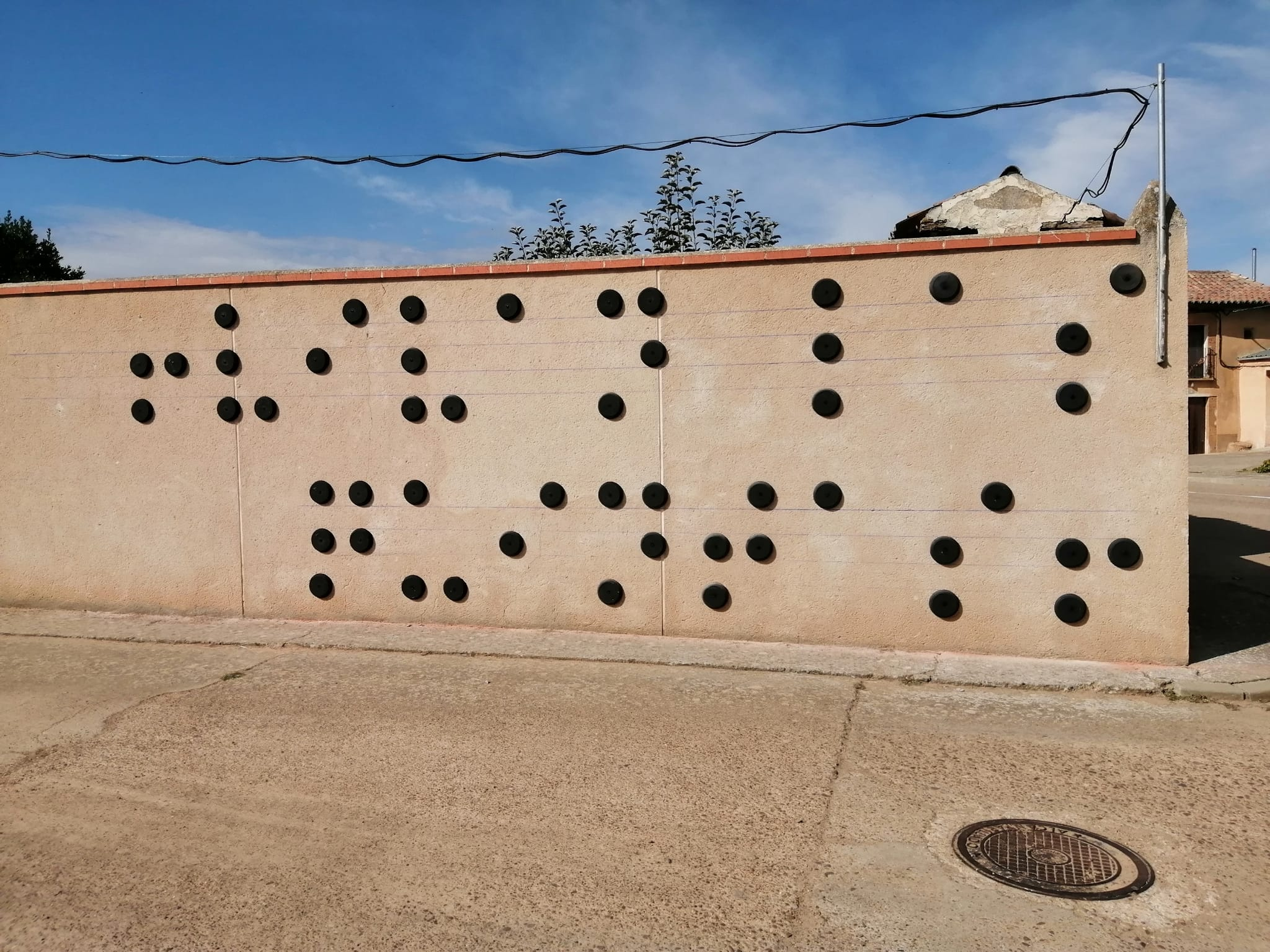
Ampparito (2021)

- Placa contra la violencia de género situada en la plaza mayor.
- Casa rural habilitada sobre la antigua torre de la iglesia.[3]
- Puerta al estilo Mondrian, por Javier Sánchez en la vía principal.
- Brida por Ampparito en plaza Mayor.Ampparito (2018)

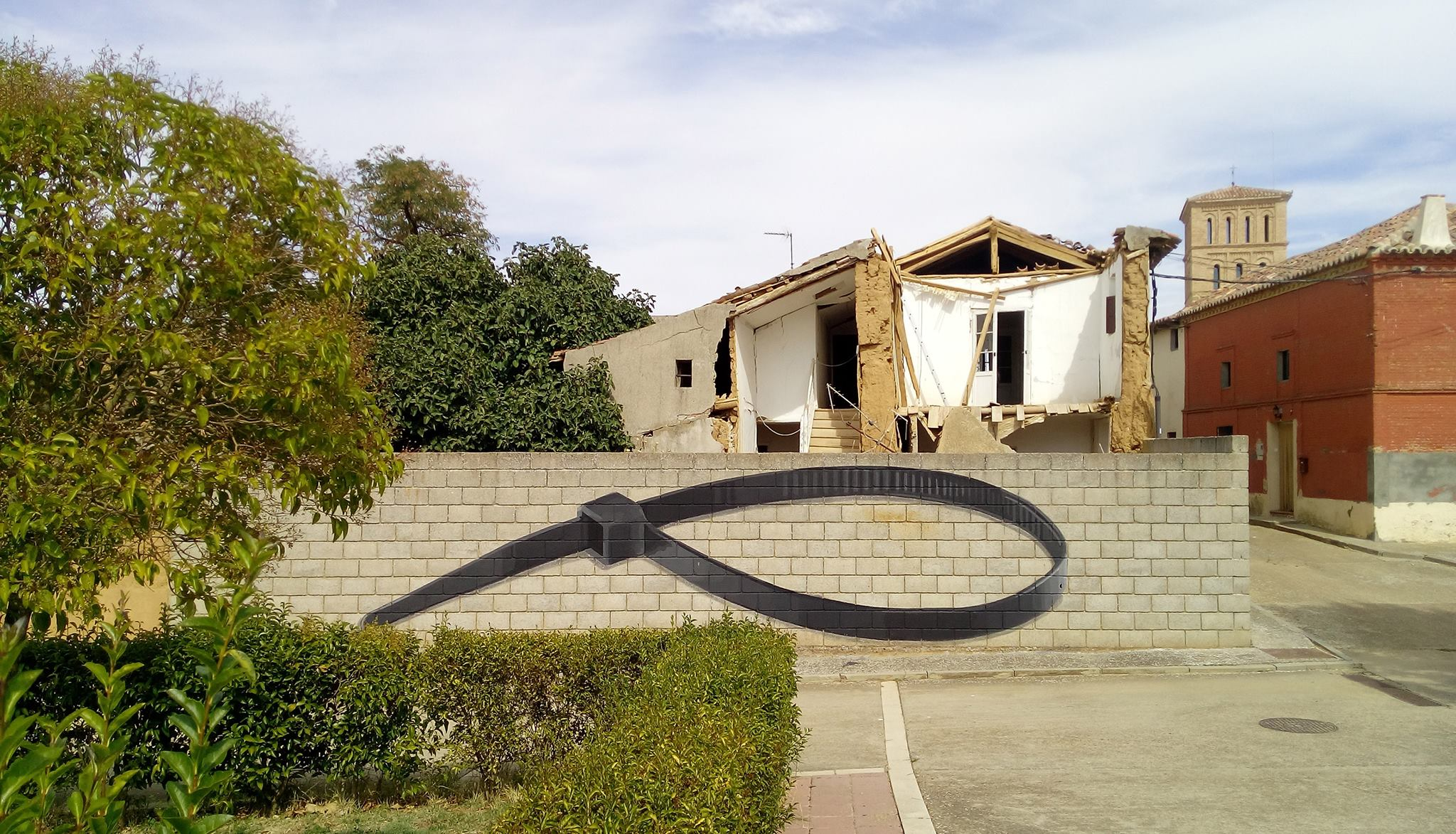
Ampparito (2018)

- Diana por Ampparito en la vía principal.
- Ventanas y trampantojo por Ampparito en la vía principal.

## Cultura
Durante los años 80 y primeros 90 del siglo XX fue un importante foco dinamizador de la vida cultural de la zona, gracias a la unión de esfuerzos de la juventud local a través de la "Asociación Cultural Alano" y el propio ayuntamiento de la población.
Durante la pandemia se han realizado eventos seguros para propagar la cultura entre ellos los encuentros de poesía. También se han puesto en marcha proyectos poéticos con el objetivo de inundar las calles de la localidad con poesía, existe un recorrido para poder leer los poemas elaborados por diferentes autores que están estrechamente ligados al pueblo.
El artista Ampparito ha contribuido con su arte a conformar el paisaje del pueblo, llenando las calles de obras contemporáneas, que hacen de una villa rural un lugar de referencia. La conexión con el artista ha logrado transgredir diferentes culturas y conseguir unir las raíces de pequeñas urbes con las de las grandes ciudades.
El pueblo de Villalán es sinónimo de Rock, la programación de sus fiestas patronales ha estado siempre muy ligada a este estilo musical, consiguiendo ser una referencia en la zona. Numerosos grupos han contribuido con su talento cada año y lo siguen haciendo, se ubica en el primer día de las fiestas que comienzan en viernes.

### Fiestas
- 22 de noviembre: Santa Cecilia.[11][12]
- 16 de agosto: San Roque

## Arquitectura
La arquitectura se conforma en cuanto a casas elaboradas con adobe, que proviene de una mezcla de agua, tierra y paja que conforma una masa sólida para la construcción. El pueblo se encuentra rodeado de tierras en las que se ubican numerosos palomares, en su mayoría con una arquitectura circular.

## Personajes célebres
Eugenio Merino Movilla. Sacerdote que luchó por los derechos de los obreros dentro de la iglesia.
Julián Merino Calafate, contribuyó compartiendo cuentos y relatos en relación con Villalán y su entorno. Véase
Teodoro Aníbarro Merino. Artista por excelencia del pueblo, trabajó el cuero, el adobe y fue pionero creando collares, llaveros y pulseras convirtiéndolas en únicas y especiales. Siempre fueron muy aclamadas y su arte cruzó fronteras.
José Luis Gutiérrez, artista de jazz reconocido a nivel mundial que mantiene una estrecha relación con el pueblo y es un invitado usual en los festejos para propagar la cultura.
Nacho Nevado "Ampparito" con su continua contribución y difusión del arte.